# 783 a.C.
Il 783 a.C. (DCCLXXXIII a.C. in numeri romani) è un anno  dell'VIII secolo a.C.

## Nati
- Geroboamo II, re d'Israele

## Morti
- Adad-nirari III, sovrano assiro